# Râul Moara Dracului, Valea Caselor
Râul Moara Dracului este un curs de apă, afluent al râului Valea Caselor. 

## Hărți
- Harta județului Suceava